# Abel Coelho Costa
Abel Coelho Costa (Altares, 4 de Agosto de 1926 — Turlock, Califórnia, 26 de Setembro de 1986), mais conhecido por O Abel, foi um improvisador e poeta popular açoriano que atingiu grande notoriedade em cantorias ao desafio e como autor de danças de Carnaval.

## Biografia
Abel Coelho Costa foi o 6.º filho de Filomena de Lurdes Costa e João Coelho Costa, uma família de lavradores da freguesia dos Altares, então uma das mais rurais da ilha Terceira. Apesar de ter sido um aluno brilhante que de desde muito cedo mostrou propensão para a poesia, para a História e para criação literária, terminou os seus estudos na 4.ª classe, tendo apenas frequentado a escola primária masculina da sua freguesia natal, então o máximo que um jovem da sua condição social poderia aspirar (sem ser o ingresso no Seminário).
Com apenas 10 anos iniciou-se nos trabalhos do campo, integrando-se na exploração agrícola familiar. Ainda assim foi sempre participando nas festividades locais, revelando grande talento para a improvisação e para o repentismo. Com apenas 12 anos de idade iniciou-se em cantorias ao desafio públicas com o seu cunhado, Francisco Coelho do Álamo, o Francisco Tomás, passando a ser requestado para cantorias um pouco por todo o norte da ilha.
Com 24 anos de idade, e já um cantador e improvisador reputado, casou a 30 de Agosto de 1950 com Maria Balbina Cota, da vizinha freguesia do Raminho, fixando-se naquela freguesia, na canada que hoje ostenta o seu nome, e começando a sua própria lavoura. O casal viria a ter 8 filhos, dos quais dois faleceram na infância.
Nos anos seguintes, para além de cantador de improviso, afirmou-se como compositor de textos para danças e bailinhos, adquirindo um rico vocabulário e uma apreciável cultura literária e em particular um excelente conhecimento da História de Portugal. Um consumado auto-didacta, Abel Coelho Costa afirmou-se pela variedade dos temas que era capaz de tratar e pelo dramatismo que incutia nas danças que compunha.
Ao longo das décadas de 1960 e de 1970 foi um dos principais autores das danças do Carnaval da Terceira, com obras que ainda hoje são lembradas e que deixaram uma marca no estilo e nas temáticas daquele género de teatro popular. A maioria das suas composições versa temáticas de natureza religiosa ou temas do nacionalismo então muito em voga graças à propaganda do Estado Novo.
A partir da década de 1970 passou a ser frequentemente convidado para cantar ao desafio nas festas organizadas pelas comunidades emigradas dos Açores nos Estados Unidos da América, no Canadá e na Bermuda, países que visitou repetidamente em digressões várias. Também passou a ser convidado para outras ilhas do arquipélago, tornando-se num dos improvisadores mais conhecidos do tempo.
Depois de uma prolongada doença, e quando o seu estado de saúde parecia melhorar, faleceu na cidade de Turlock, Califórnia, a 26 de Setembro de 1986, durante uma das suas digressões. Foi trasladado para o Raminho, em cujo cemitério se encontra sepultado.
A freguesia do Raminho lembra-o na sua toponímia, dedicando-lhe a Canada do Abel.

## Obras
Abel Coelho Costa é autor de uma vasta obra, na sua maior parte inédita dispersa por particulares e agremiações recreativas várias, que inclui, entre muitos outros enredos para as populares danças de Carnaval da ilha Terceira, as seguintes:
- Dança de Camões;
- Santa Maria Vieira;
- Santa Maria Goretti;
- O Filho Pródigo;
- Santo António de Lisboa;
- Vida e Obra do Beato João Baptista Machado;
- A Familía de Luzardo Figueiredo;
- Vida de Santa Margarida de Cortona;
- Santa Madalena;
- A Vida de São Bartolomeu;
- A Perseguição dos Judeus;
- Os Escravos;
- Santa Inês;
- O Segredo da Confissão;
- Aparição de Nossa Senhora de Fátima aos Três Pastorinhos;
- São Francisco Xavier;
- A Rainha Santa Isabel";
- O Menino Entre os Doutores da Lei.